# Дијалекти каталонског језика
Дијалекти каталонског језика имају релативну униформност, посебно у поређењу са осталим романским језицима; та униформност се одражава у вокабулару, семантици, синтакси, морфологији и фонологији. Међусобна разумљивост између дијалеката је веома висока, процјењује се у распону од 90% до 95%. Једини изузетак је изоловани идиосинкратички алгерски дијалекат.

## Преглед
Године 1861, лингвистичар Мануел Мила и Фонталас каталонски језик је подијелио на два главна дијалекта: западни и источни. Најочигледнија фонетичка разлика је у ненаглашеним a и e, који су се у источним дијалектима спојили у /ə/, док у западним дијелтима остају раздвојени као /a/ и /e/. Постоји још неколико разлика у изговору, вербалкој морфологији и вокабулару.
Западни католонски обухвата два дијалекта: сјеверозападни и валесијански; источни каталонски обухвата четири дијалета: средишњи, балеарски, сјеверни и алгерски. Сваки дијалекат се даље може подијелити на наколико поддијалеката.
Постоје два говорна стандарда за језике засноване на источним и западним дијалектима:
- У Каталонији, Институт за каталонске студије регулише говорни стандард заснова на средњокаталонском, који има највећи број говорника[8] и говори се у густо насељеном подручју покрајине Барселоне, источној половини покрајине Тарагона и у највећем дијелу покрајине Жироне.[8]
- У Валенсији, Језичка академија Валенсије примјењује Фарбанове смијернице на валенсијански варијетет и регулише алтернативни говорни стандард заснован на јужноваленсијанском поддијелекту. Упркос томе што има мање говорника него средњоваленсијански поддијалекат,[10] јужноваленсијански је био под мањим утицајем шпанског језика. Говори се на југу и сјеверу покрајине Валенсије и великом дијелу покрајине Алакант, у градовима као што су Гандија, Алкој и Хатива.[10]

Бројнији говорници каталонског језика од Валесијанаца су само Каталонаци, што значи да Валесијанци чине прибложно трећи укупног броја говорника каталонског. Стога, у смислу језичког сукоба, признање и поштовање двоструког стандарда, као и дуалне каталонско-валенсијанске деноминације, смирује напете средишњо-периферне односе између Каталоније и Валенсијанске Заједнице.
| Скупине   | ЗАПАДНА                                               | ЗАПАДНА                 | ИСТОЧНА                                                      | ИСТОЧНА          | ИСТОЧНА                     | ИСТОЧНА                  |
| Дијалекти | Сјеверозападни                                        | Валенсијански           | Средњи                                                       | Балеарски        | Сјеверни                    | Алгерски                 |
| Подручје  | Шпанија                                               | Шпанија                 | Шпанија                                                      | Шпанија          | Француска                   | Италија                  |
| Подручје  | Покрајине Љерида, источна половина Тарагоне, Ла Фрања | Валенсијанска Заједница | Покрајине Барселона, западна половина Трагона, већина Жироне | Балеарска Острва | Русиљон/Сјеверна Каталонија | Град Алгеро на Сардинији |